# Caïro (stad)
Caïro of Kairo/Cairo/Al-Qahira (Arabisch: القاهرة Al-Qāhira) is de hoofdstad van Egypte en bestaat uit de gouvernementen Caïro, Qaliubiya en Gizeh. Volgens de officiële schatting van 2023 had de stad 9,8 miljoen inwoners. Het officieuze inwoneraantal van Caïro ligt echter nog veel hoger, mede door het hoge aantal immigranten zonder wettig verblijf in de stad. 
De hele metropolitane regio Groot-Caïro is met bijna 23 miljoen inwoners de grootste stad van Afrika en het Midden-Oosten, en een van de grootste steden ter wereld. Ook is de stad een van de meest vervuilde steden ter wereld en kent het een enorme verkeerschaos.
Caïro ligt aan de oostoever van de Nijl in het noorden van Egypte, ten zuiden van de plaats waar die rivier zich in de delta vertakt in de rivieren (tevens plaatsnamen) Rosetta en de Damietta. In het westen ligt de stad Gizeh met de Piramiden van Gizeh. In het zuiden is de locatie van de klassieke Egyptische stad Memphis.

## Geschiedenis
De geschiedenis van Caïro gaat terug tot de Romeinse tijd, toen het fort van Babylon er gebouwd werd als symbool van de Romeinse macht. De geschiedenis van Caïro gaat dus niet terug naar de tijd van de Oude Egyptenaren.
Na de Moslimverovering van 640 kreeg Babylon de naam Foestat. Amr ibn al-As, de Arabische veldheer van kalief Omar en veroveraar van Egypte maakte van de stad het centrum van het Egyptische Moslimrijk. Foestat bleef de hoofdstad tot 972. Toen stichtte Djahwar al-Kaid, generaal van de Fatimidenkalief al-Moe’izz, even ten noorden ervan, op de plaats van de vervallen stad al-Katai, een nieuwe stad, Al-Medina Al-Kahira, de Overwinnende Stad, die de eigenlijke kern van het tegenwoordige Caïro is geworden.

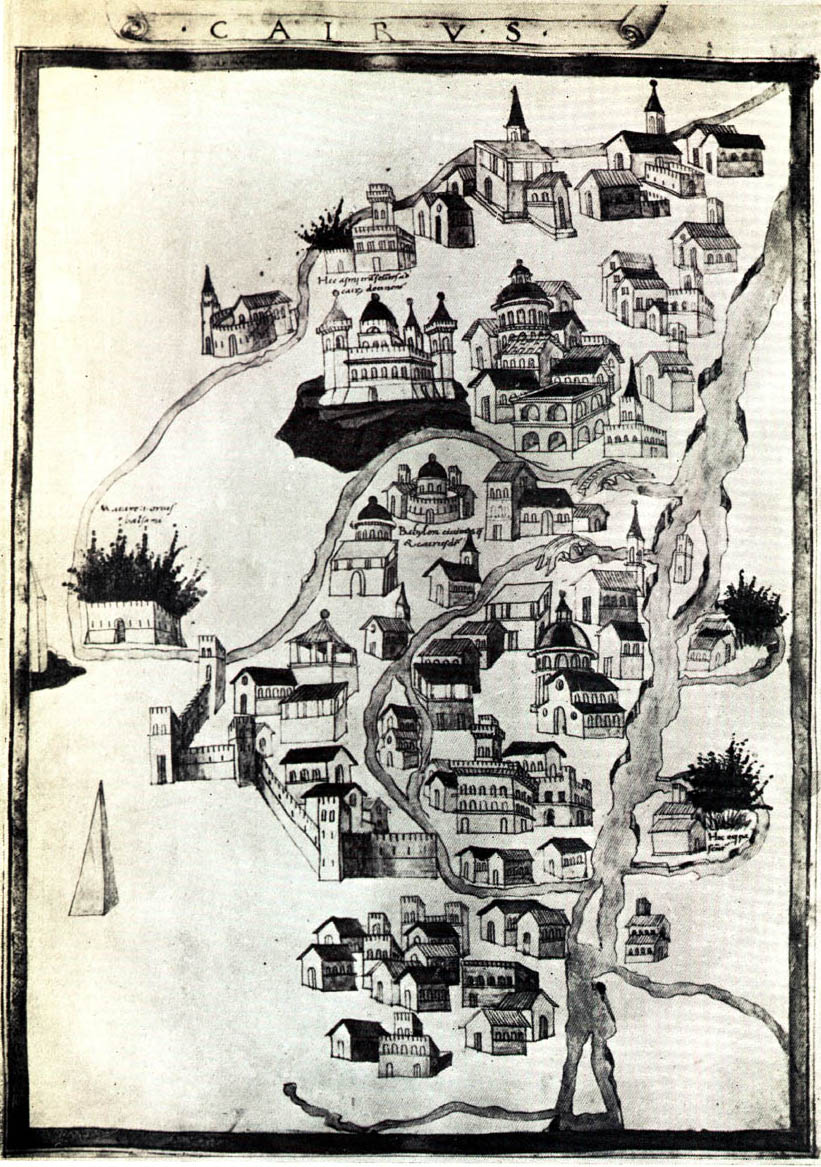
Kaart van Caïro
(1492), Hartmann Schedel

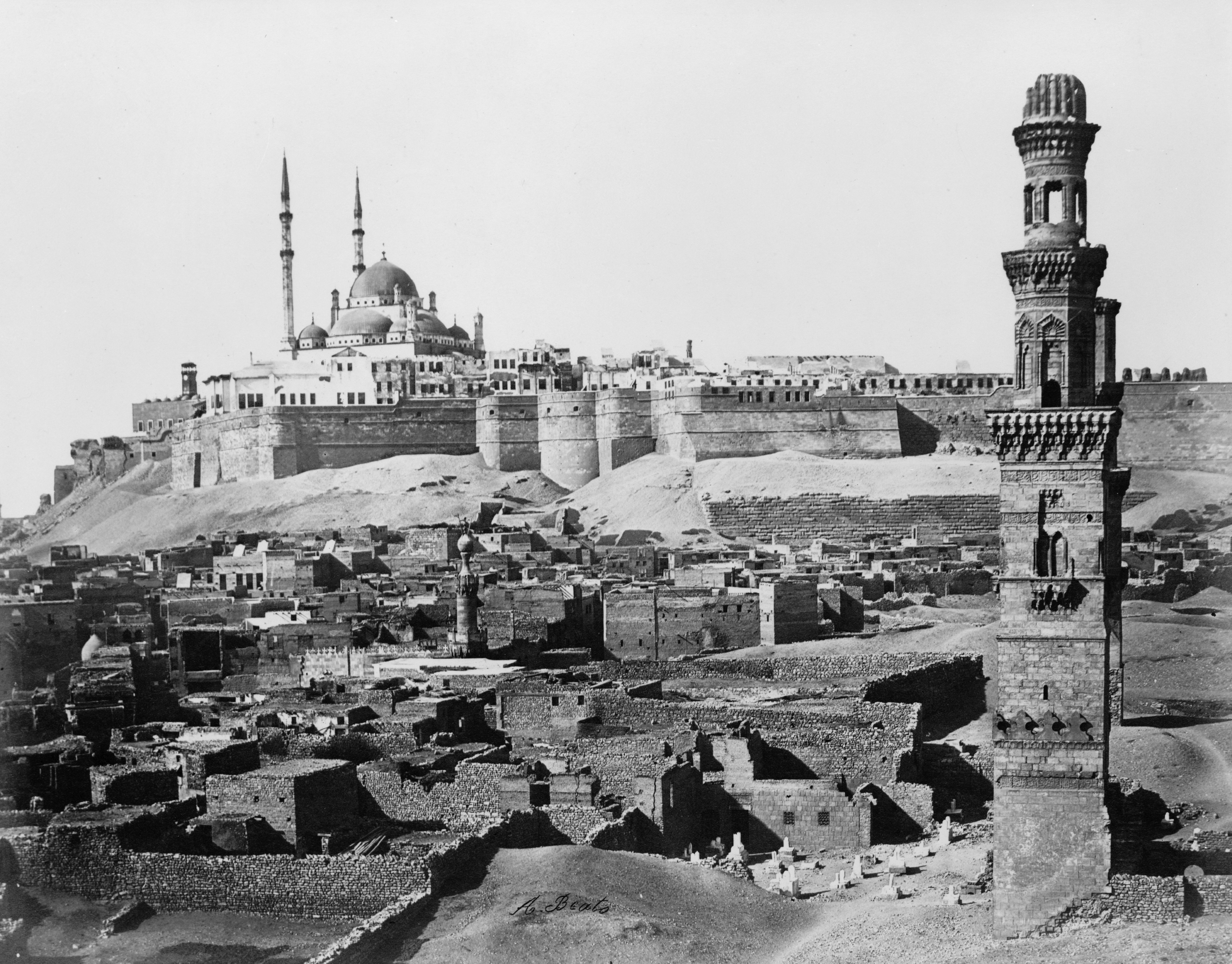
De Citadel van Caïro
(eind 19e eeuw), Antonio Beato

Na de verwoesting van Bagdad in 1258 door de Mongolen, werd Caïro de belangrijkste culturele en intellectuele stad van het Midden-Oosten.
Pas met de komst van Ismael, kleinzoon van Mohammed Ali, halfweg de 19de eeuw kwam de ontwikkeling van de stad in een stroomversnelling. Waar vandaag het moderne stadsdeel van Caïro ligt, was toen enkel een moerasachtig gebied dat jaarlijks door de Nijl overstroomd werd. Om het imago van zijn stad op te waarderen nodigde Ismael internationale architecten uit om naast de oude islamitische stad een Caïro in nieuw-Europese stijl te ontwerpen. In diezelfde periode werd ook het Suezkanaal gegraven en voor scheepvaart opengesteld, wat de stad meteen wereldwijd in de schijnwerpers stelde. Van dan af kende zowel het toerisme als het zakenleven in Caïro een sterke groei- en bloeiperiode. Ismael had echter in zijn droombeeld van de stad het zicht op de werkelijkheid verloren, waardoor de stad onder een immense schuldenlast kwam te lijden.
De Britten maakten een einde aan de utopie. Zij namen in 1882 de stad onder controle tot alle schulden waren terugbetaald. Deze bezetting duurde uiteindelijk tot in 1952, toen een grote revolutie er abrupt een einde aan maakte. Sindsdien kent de stad een immense bevolkingsgroei, wat tot gebrek aan huisvesting leidde. Daarom werd in de jaren ’60 en ’70 de westelijke oever van de Nijl ingelijfd en werden heel wat nieuwe buitenwijken uit de grond gestampt. Toch kon die uitbreiding niet tegemoetkomen aan de woningnood, waardoor ook het oostelijk gelegen droge woestijngebied werd ingenomen door rommelige sloppenwijken. Onder het beleid van Moebarak kende de stad weliswaar langzame verbeteringen, maar toch bleven de overbevolking, armoede en vervuiling Caïro parten spelen.
Bij het broodoproer in januari 1977 in Caïro vielen 70 doden en 800 gewonden toen Egyptenaren massaal in opstand kwamen tegen de afschaffing van subsidies op de eerste levensbehoeften, zoals brood, rijst en spijsolie. Na de rellen trok president Sadat het besluit tot afschaffing ijlings weer in.
Vanaf 25 januari 2011 is het Tahrirplein in Caïro het revolutionaire centrum van het volksverzet tegen president Moebarak (82) met bijna dagelijks tienduizenden en soms honderdduizenden betogers. Op het plein passen ca. 200.000 mensen. De eerste dagen vielen er bij hevige onlusten met de politie zeker 100 doden en 1000 gewonden. Nadien trok de politie zich terug en nam het leger stellingen in, maar liet de demonstranten ongemoeid.
Als hoofdstad zal Caïro worden vervangen door de Nieuwe Administratieve Hoofdstad van Egypte.

## Bestuurlijke indeling
- Centraal Caïro
- Westelijk Caïro
- Citadel
- Zamalek
- Heliopolis
- Maadi
- Helwan

## Bezienswaardigheden
Het oude hart van Caïro is door de UNESCO tot werelderfgoed verklaard.
Jaarlijks wordt eind januari de Internationale Boekenbeurs van Caïro gehouden.
- Piramiden van Gizeh: Piramide van Cheops, Piramide van Chefren, Piramide van Mycerinus
- Bazaar Khan El-Khalili
- Caïro Tower
- Citadel
- Nilometer
- Gezira

### Musea
- Egyptisch Museum
- Koptisch Museum
- Mahmoud Khalil-museum
- Museum van het Abdeen-paleis
- Museum voor Islamitische Kunst

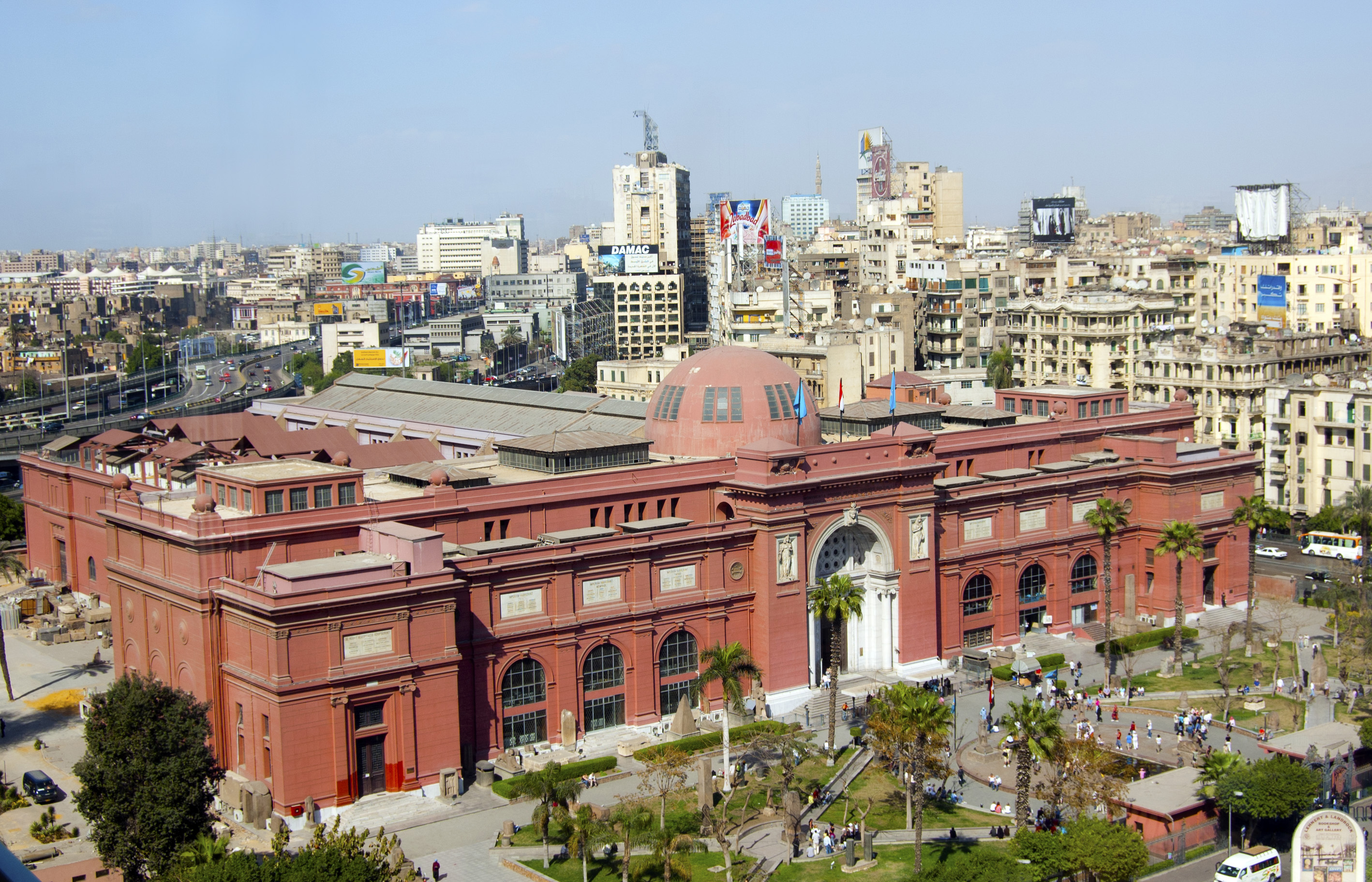
Egyptisch Museum

- Nationaal Museum van Egyptische Moderne Kunst

### Kerken
Aan de rand van de koptische wijk liggen de oude koptische Hangende Kerk (al-Moe’allaka) en het Grieks-orthodoxe Sint-Jorisklooster met de Sint-Joriskerk. De koptische kerk Aboe Sarga uit de zevende eeuw bevindt zich in het centrum. Andere bijzondere kerken zijn: de Co-kathedraal van Onze-Lieve-Vrouw van Heliopolis, de Kathedrale Basiliek van Onze-Lieve-Vrouw van Fatima en de Basiliek van de Heilige Theresia van het Kind Jezus.

### Moskeeën

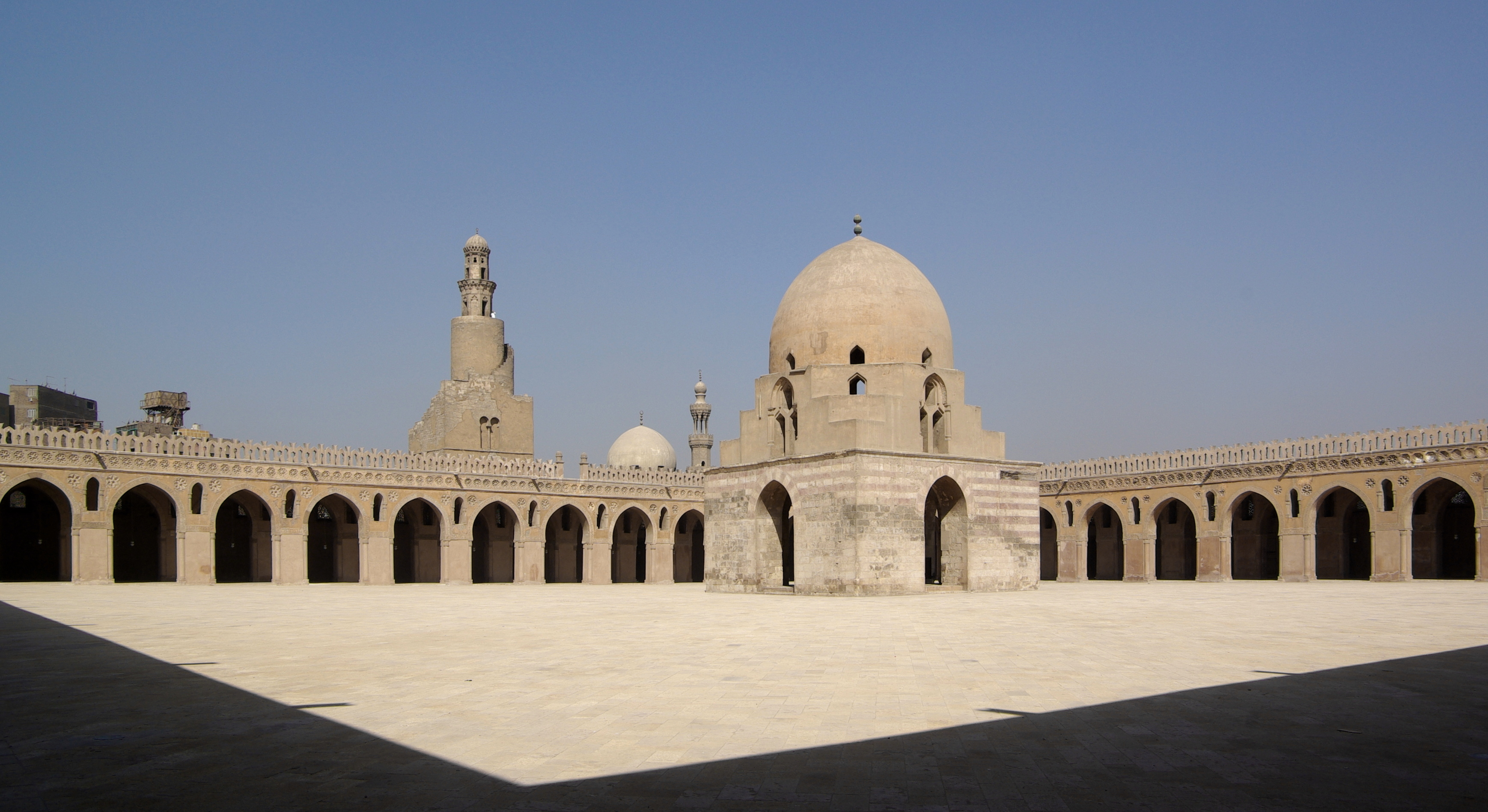
Ibn Toeloenmoskee

- Moskee van al-Aqmar
- Moskee van al-Azhar
- Moskee van al-Hakim
- Moskee van ar-Rifai
- Moskee van as-Salid Talai
- Moskee van Ibn Toeloen
- Moskee van Mohammed Ali
- Moskee van Sayyidna al-Hussein
- Moskee van Suleiman Pasha
- Moskee van Sultan Abu al-Ila
- Moskee van Sultan Hassan

## Onderwijs
Caïro is al sinds de oudheid voor Egypte en de gehele Arabische wereld een centrum voor educatie en onderwijs. Ook tegenwoordig zijn er nog vooraanstaande universiteiten en internationale scholen te vinden.

### Een aantal internationale scholen gevestigd in Caïro
- Deutsche Evangelische Oberschule (DEO Caïro)
- Deutsche Schule der Borromäerinnen (DSB Caïro)
- American International School (AIS Caïro)
- British International School in Cairo (BISC)
- International School of Choueifat
- Collège de la Sainte Famille (CSF)
- New Cairo British International School (NCBIS)
- Cairo American College (CAC)
- British Book Center International School (BBC)
- Maadi English School (MES)
- Collège de la Salle (DSL)
- Arabic international Acedemic (AIA)

### Universiteiten in Caïro

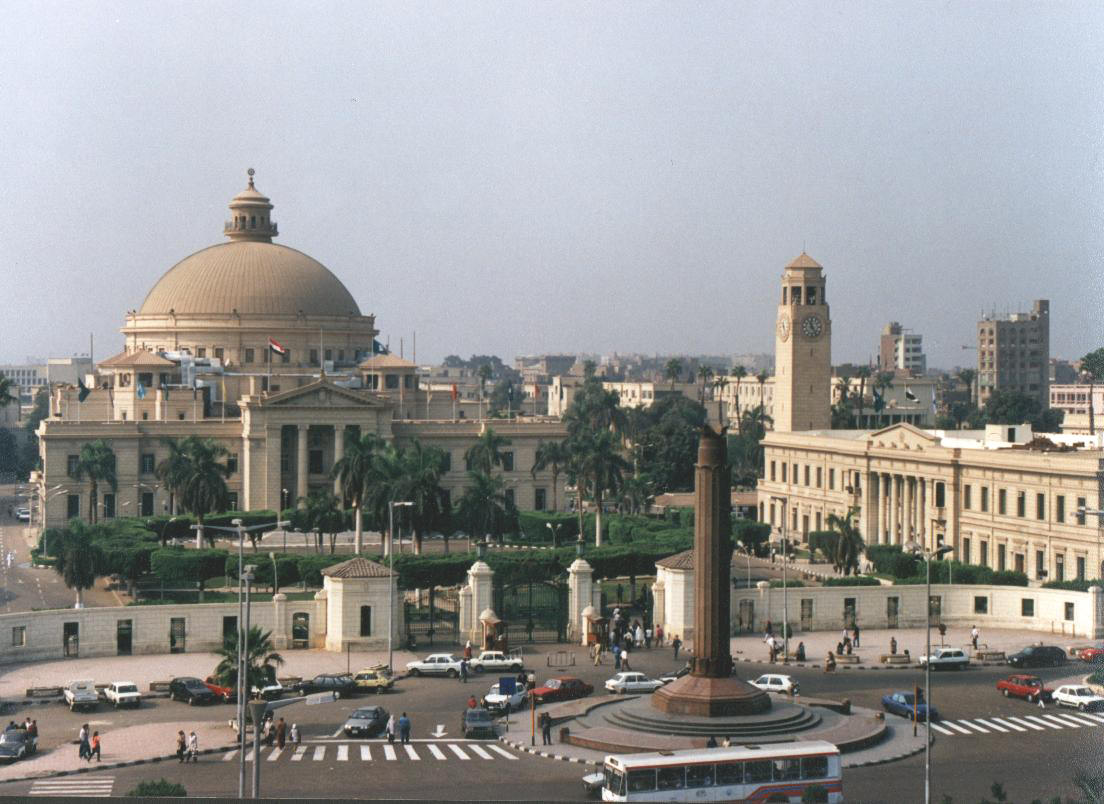
Universiteit van Caïro

- Al-Azhar-universiteit - Een van de oudste nog steeds bestaande universiteiten ter wereld
- Ain Shams-universiteit
- Amerikaanse Universiteit in Caïro (AUC)
- Nederlandse Universiteit in Caïro
- Russische Universiteit in Caïro
- Arab Academie voor Wetenschap, Technologie en Maritiem Transport
- Britse Universiteit in Egypte (BUE)
- Canadees Internationaal College (CIC)
- Universiteit van Caïro
- Duitse Universiteit in Caïro (GUC)
- Helwan Universiteit
- Misr Internationale Universiteit (MIU)
- Misr Universiteit voor Wetenschap en Technologie (MUST)
- Nile Universiteit
- Sekem Universiteit
- Nederlands-Vlaams Instituut in Caïro (NVIC)

## Verkeer en vervoer
De stad kent de Internationale luchthaven Cairo International Airport (code: CAI).
De scheepvaarthaven ligt in Boulaq, een voorstad die aan Caïro is vastgegroeid.
Binnen Caïro wordt vervoer geregeld door de Metro van Caïro. Voor vervoer naar de Nieuwe Administratieve Hoofdstad van Egypte wordt de Caïro Monorail gebouwd.
Het belangrijkste spoorwegstation in Caïro is Station Ramses.
Caïro is het beginpunt van de Trans-Afrikaanse Caïro-Kaapstad Snelweg. Deze weg, die ruim 10.000 kilometer lang is, volgt een route door het oosten van Afrika en eindigt in Kaapstad.
Het verkeer verloopt chaotisch en geeft veel rumoer door het voortdurend getoeter van de chauffeurs die elkaar als communicatie signalen geven.

## Sport
Uit Caïro zijn de succesvolste voetbalclubs van Egypte afkomstig. Al-Ahly en Al-Zamalek zijn de clubs met de meeste landstitels en spelen hun wedstrijden in het Cairo International Stadium in Nasr City. In 1974, 1986, 2006 en 2019 werden in dit stadion wedstrijden gespeeld voor de Afrika Cup, waaronder de finales van deze toernooien. Ook het Egyptisch voetbalelftal heeft hier vele wedstrijden gespeeld. In het Al-Salamstadion zijn eveneens internationale wedstrijden gespeeld.
In 2021 vond de zeventiende editie van de Afrikaanse kampioenschappen wielrennen plaats in en rond de stad.

## Stedenbanden
- Algiers (Algerije), sinds 1985
- Amman (Jordanië), sinds 1988
- Amsterdam (Nederland)
- Ankara (Turkije)
- Athene (Griekenland), sinds 1996
- Bagdad (Irak), sinds 1978
- Beiroet (Libanon), sinds 1998
- Buenos Aires (Argentinië), sinds 1992
- Damascus (Syrië)
- Jeddah (Saoedi-Arabië)
- Frankfurt am Main (Duitsland)
- Isfahan (Iran), sinds 1982
- Istanboel (Turkije)
- Khartoem (Soedan)
- Lima (Peru)
- Lissabon (Portugal)
- Londen (Verenigd Koninkrijk)
- Madrid (Spanje)
- Moskou (Rusland)
- New York (Verenigde Staten), sinds 1982
- Parijs (Frankrijk), sinds 1985
- Peking (China), sinds 1990
- Praag (Tsjechië)
- Rabat (Marokko), sinds 1987
- Rahimyarr Khan (Pakistan)
- Rome (Italië)
- São Paulo (Brazilië)
- Seoel (Zuid-Korea), sinds 1997
- Stuttgart (Duitsland), sinds 1979
- Tokio (Japan)
- Toronto (Canada)
- Tunis (Tunesië), sinds 2000
- Washington D.C. (Verenigde Staten)

## Bekende personen uit Caïro

### Geboren
- Foead I van Egypte (1868-1936), koning van Egypte
- C.S. Forester (1899-1966), Brits romanschrijver
- Dorothy Crowfoot Hodgkin (1910-1994), Brits scheikundige, kristallograaf en Nobelprijswinnares (1964)
- Nagieb Mahfoez (1911-2006), schrijver en Nobelprijswinnaar (1988)
- Marika Rökk (1913-2004), Hongaars zangeres, danseres en actrice
- Leila Mourad (1918-1995), zangeres en actrice van Joodse komaf
- Faroek I (1920-1965), 1936-1952 koning van Egypte
- Boutros Boutros-Ghali (1922-2016), politicus, diplomaat en secretaris-generaal van de Verenigde Naties (1992-1997)
- Bob Azzam (1925-2004), zanger en orkestleider
- Yasser Arafat (1929-2004), Palestijns militair, politicus en Nobelprijswinnaar (1994)
- Guy Béart (1930-2015), Frans chansonnier
- Dalida (1933-1987), Italiaans-Frans zangeres en actrice
- Jehan Sadat (1933-2021), presidentsvrouw en mensenrechtenactiviste
- Narriman Sadik (1933-2005), koningin van Egypte
- Nabil Elaraby (1935-2024), diplomaat, hoogleraar, rechter, politicus en secretaris-generaal van de Arabische Liga (2011-2016)
- Mohammed Hoessein Tantawi (1935-2021), president van Egypte (2011-2012) en militair
- Hazem al-Beblawi (1936), econoom en politicus
- Amr Moussa (1936), politicus, diplomaat en secretaris-generaal van de Arabische Liga (2001-2011)
- Richard Anthony (1938-2015), Frans zanger
- Mohammed el-Baradei (1942), diplomaat, politicus, hoofd Internationaal Atoomenergieagentschap (1997-2009) en Nobelprijswinnaar (2005)
- Ibrahim Karim (1942), architect
- Vassula Rydén (1942-2024), zieneres en schrijfster
- Soad Hosny (1943-2001), actrice
- Ekmeleddin İhsanoğlu (1943), Turks hoogleraar en diplomaat
- Adly Mansour (1945), president van Egypte (2013-2014)
- Roland Moreno (1945-2012), Frans wetenschapper
- Nicola Pagett (1945-2021), Brits actrice
- Lenin el-Ramly (1945), schrijver en regisseur
- Alia al-Hoessein (1948-1977), Jordaans koningin
- Julian Fellowes (1949), Brits acteur, regisseur en (scenario)schrijver
- Ibrahim Mahlab (1949), bouwbestuurder en premier
- Ahdaf Soueif (1950), schrijfster
- Hisham Bastawisi (1951-2021), rechter en politicus
- Abdel Moneim Aboul Fotouh (1951), arts, activist, bestuurder en politicus
- Ayman al-Zawahiri (1951-2022), terrorist Al Qaida
- Magdi Allam (1952), Italiaans journalist
- Foead II van Egypte (1952), koning van Egypte
- Fifi Abdou (1953), actrice en buikdanseres
- Abdul Fatah al-Sisi (1954), president van Egypte (2014-heden)
- Sherif Ismail (1955-2023), premier van Egypte (2015-2018)
- Avi Cohen (1956-2010), Israëlisch voetballer
- Sabri Saad El Hamus (1957), Nederlands-Egyptisch acteur
- Bothaina Kamel (1962), radio- en televisiepresentatrice, activiste en politica
- Hossam Hassan (1966), voetballer
- Hany Ramzy (1969), voetballer
- Amr Waked (1972), film-, toneel- en televisieacteur
- Nawara Negm (1973), journalist en blogger
- Gehad Grisha (1976), voetbalscheidsrechter
- Hossam el-Hamalawy (1977), journalist, blogger, fotograaf en sociaal activist
- Ahmed El-Nemr (1978), boogschutter
- Alaa Abd el-Fattah (1981), activist
- Ahmad Nady (1981), cartoonist, karikaturist en activist
- Mahmoud Salem (alias Sandmonkey) (1981), activist, blogger en columnist
- Sherif Ekramy (1983), voetballer
- Ahmed Hossam, beter bekend als Mido (1983), voetbaltrainer en voormalig voetballer
- Asmaa Mahfouz (1985), medeoprichter van de 6 aprilbeweging
- Yara Sallam (1985), jurist en mensenrechtenverdediger
- Mona Seif (1986), blogger en activist, oprichter No Military trials for Civilians
- Tarek Hamed (1988), voetballer
- Omar Gaber (1992), voetballer
- Ahmed Hassan Koka (1993), voetballer
- Marwa Abdelhady (1997), volleyballer en beachvolleyballer
- Ramadan Sobhi (1997), voetballer

### Overleden
- Levon Boyadjian (1921-2002), fotograaf
- Hisham Moebarak (1963-1998), mensenrechtenadvocaat en politiek analist